# Gran Premio di superbike di Magny-Cours 2004
Il Gran Premio di superbike di Magny-Cours 2004 è stato l'undicesima e ultima prova del campionato mondiale Superbike 2004, disputato il 3 ottobre sul circuito di Magny-Cours, in gara 1 ha visto la vittoria di James Toseland davanti a Noriyuki Haga e Régis Laconi, la gara 2 è stata vinta da Noriyuki Haga che ha preceduto James Toseland e Régis Laconi.
Grazie ai risultati acquisiti, il pilota britannico James Toseland riesce a sopravanzare il francese Régis Laconi e aggiudicarsi il titolo iridato piloti.
La vittoria nella gara valevole per il campionato mondiale Supersport 2004 è stata ottenuta da Karl Muggeridge che si è anche aggiudicato il titolo iridato piloti. Analogamente a quanto è successo per il campionato mondiale Supersport, anche per il campionato Europeo della classe Superstock il vincitore della gara Lorenzo Alfonsi è anche il pilota che ottiene il titolo continentale.

## Risultati

### Gara 1

#### Arrivati al traguardo[5]
| Pos. | Nº | Pilota               | Squadra                    | Motocicletta      | Giri | Tempo     | Griglia | Punti |
| ---- | -- | -------------------- | -------------------------- | ----------------- | ---- | --------- | ------- | ----- |
| 1º   | 52 | James Toseland       | Ducati Fila                | Ducati 999 F04    | 23   | 39:29.197 | 3º      | 25    |
| 2º   | 41 | Noriyuki Haga        | Renegade Ducati Koji       | Ducati 999 RS     | 23   | +0:00.492 | 8º      | 20    |
| 3º   | 55 | Régis Laconi         | Ducati Fila                | Ducati 999 F04    | 23   | +0:03.802 | 5º      | 16    |
| 4º   | 32 | Sébastien Gimbert    | Yamaha France              | Yamaha YZF R1     | 23   | +0:07.827 | 4º      | 13    |
| 5º   | 99 | Steve Martin         | D.F.Xtreme Sterilgarda     | Ducati 999 RS     | 23   | +0:13.826 | 7º      | 11    |
| 6º   | 7  | Pierfrancesco Chili  | PSG - 1 Corse              | Ducati 998 RS     | 23   | +0:25.341 | 6º      | 10    |
| 7º   | 91 | Leon Haslam          | Renegade Ducati Koji       | Ducati 999 RS     | 23   | +0:28.993 | 9º      | 9     |
| 8º   | 9  | Chris Walker         | Foggy Petronas Racing      | Petronas FP1      | 23   | +0:32.456 | 10º     | 8     |
| 9º   | 24 | Garry McCoy          | Xerox - Ducati Nortel Net. | Ducati 999 RS     | 23   | +0:42.453 | 15º     | 7     |
| 10º  | 39 | Stéphane Duterne     | Zongshen                   | Kawasaki ZX 10    | 23   | +0:50.955 | 23º     | 6     |
| 11º  | 5  | Piergiorgio Bontempi | Zongshen                   | Suzuki GSX-R 1000 | 23   | +1:02.192 | 14º     | 5     |
| 12º  | 19 | Lucio Pedercini      | Pedercini                  | Ducati 998 RS     | 23   | +1:09.547 | 12º     | 4     |
| 13º  | 15 | Stefano Cruciani     | Kawasaki Bertocchi         | Kawasaki ZX 10    | 23   | +1:15.209 | 20º     | 3     |
| 14º  | 25 | Alessio Velini       | Pedercini                  | Ducati 998 RS     | 23   | +1:15.891 | 24º     | 2     |
| 15º  | 94 | Paweł Szkopek        | Szkopek Agip RT            | Suzuki GSX-R 1000 | 23   | +1:23.974 | 22º     | 1     |
| 16º  | 12 | Warwick Nowland      | Zongshen                   | Suzuki GSX-R 1000 | 23   | +1:24.172 | 18º     |       |
| 17º  | 77 | Berto Camlek         | Inoterm Racing             | Yamaha YZF R1     | 23   | +1:44.433 | 25º     |       |
| 18º  | 50 | Miguel Praia         | Xerox - Ducati Nortel Net. | Ducati 999 RS     | 22   | +1 giro   | 26º     |       |
| 19º  | 33 | Carl Berthelsen      | Suzuki Nederland           | Suzuki GSX-R 1000 | 22   | +1 giro   | 29º     |       |

#### Ritirati
| Nº  | Pilota            | Squadra                    | Motocicletta      | Giri | Griglia |
| --- | ----------------- | -------------------------- | ----------------- | ---- | ------- |
| 4   | Troy Corser       | Foggy Petronas Racing      | Petronas FP1      | 13   | 1º      |
| 17  | Chris Vermeulen   | Ten Kate Honda             | Honda CBR 1000RR  | 11   | 2º      |
| 69  | Gianluca Nannelli | Xerox - Ducati Nortel Net. | Ducati 999 RS     | 11   | 17º     |
| 200 | Giovanni Bussei   | DeCecco Racing             | Ducati 998 RS     | 7    | 16º     |
| 23  | Jiří Mrkývka      | JM SBK                     | Ducati 998 RS     | 7    | 28º     |
| 78  | Teodor Myszkowski | UnionBike GiMotorsport     | Yamaha YZF R1     | 4    | 27º     |
| 8   | Ivan Clementi     | Kawasaki Bertocchi         | Kawasaki ZX 10    | 1    | 13º     |
| 16  | Sergio Fuertes    | MIR Racing                 | Suzuki GSX-R 1000 | 1    | 19º     |
| 20  | Marco Borciani    | D.F.Xtreme Sterilgarda     | Ducati 999 RS     | 0    | 11º     |

### Gara 2

#### Arrivati al traguardo[6]
| Pos. | Nº | Pilota              | Squadra                    | Motocicletta      | Giri | Tempo     | Griglia | Punti |
| ---- | -- | ------------------- | -------------------------- | ----------------- | ---- | --------- | ------- | ----- |
| 1º   | 41 | Noriyuki Haga       | Renegade Ducati Koji       | Ducati 999 RS     | 23   | 39:34.329 | 8º      | 25    |
| 2º   | 52 | James Toseland      | Ducati Fila                | Ducati 999 F04    | 23   | +0:03.155 | 3º      | 20    |
| 3º   | 55 | Régis Laconi        | Ducati Fila                | Ducati 999 F04    | 23   | +0:05.790 | 5º      | 16    |
| 4º   | 32 | Sébastien Gimbert   | Yamaha France              | Yamaha YZF R1     | 23   | +0:14.753 | 4º      | 13    |
| 5º   | 7  | Pierfrancesco Chili | PSG - 1 Corse              | Ducati 998 RS     | 23   | +0:17.507 | 6º      | 11    |
| 6º   | 91 | Leon Haslam         | Renegade Ducati Koji       | Ducati 999 RS     | 23   | +0:21.303 | 9º      | 10    |
| 7º   | 4  | Troy Corser         | Foggy Petronas Racing      | Petronas FP1      | 23   | +0:21.476 | 1º      | 9     |
| 8º   | 9  | Chris Walker        | Foggy Petronas Racing      | Petronas FP1      | 23   | +0:37.621 | 10º     | 8     |
| 9º   | 24 | Garry McCoy         | Xerox - Ducati Nortel Net. | Ducati 999 RS     | 23   | +0:45.483 | 15º     | 7     |
| 10º  | 12 | Warwick Nowland     | Zongshen                   | Suzuki GSX-R 1000 | 23   | +0:53.552 | 18º     | 6     |
| 11º  | 39 | Stéphane Duterne    | Zongshen                   | Kawasaki ZX 10    | 23   | +0:55.496 | 23º     | 5     |
| 12º  | 16 | Sergio Fuertes      | MIR Racing                 | Suzuki GSX-R 1000 | 23   | +0:59.276 | 19º     | 4     |
| 13º  | 94 | Paweł Szkopek       | Szkopek Agip RT            | Suzuki GSX-R 1000 | 23   | +1:11.724 | 22º     | 3     |
| 14º  | 50 | Miguel Praia        | Xerox - Ducati Nortel Net. | Ducati 999 RS     | 22   | +1 giro   | 26º     | 2     |
| 15º  | 77 | Berto Camlek        | Inoterm Racing             | Yamaha YZF R1     | 22   | +1 giro   | 25º     | 1     |
| 16º  | 78 | Teodor Myszkowski   | UnionBike GiMotorsport     | Yamaha YZF R1     | 22   | +1 giro   | 27º     |       |

#### Ritirati
| Nº | Pilota               | Squadra                    | Motocicletta      | Giri | Griglia |
| -- | -------------------- | -------------------------- | ----------------- | ---- | ------- |
| 33 | Carl Berthelsen      | Suzuki Nederland           | Suzuki GSX-R 1000 | 19   | 29º     |
| 20 | Marco Borciani       | D.F.Xtreme Sterilgarda     | Ducati 999 RS     | 18   | 11º     |
| 17 | Chris Vermeulen      | Ten Kate Honda             | Honda CBR 1000RR  | 18   | 2º      |
| 25 | Alessio Velini       | Pedercini                  | Ducati 998 RS     | 18   | 24º     |
| 5  | Piergiorgio Bontempi | Zongshen                   | Suzuki GSX-R 1000 | 16   | 14º     |
| 15 | Stefano Cruciani     | Kawasaki Bertocchi         | Kawasaki ZX 10    | 16   | 20º     |
| 99 | Steve Martin         | D.F.Xtreme Sterilgarda     | Ducati 999 RS     | 10   | 7º      |
| 69 | Gianluca Nannelli    | Xerox - Ducati Nortel Net. | Ducati 999 RS     | 7    | 17º     |
| 23 | Jiří Mrkývka         | JM SBK                     | Ducati 998 RS     | 0    | 28º     |

### Supersport

#### Arrivati al traguardo
| Pos. | Nº | Pilota                   | Squadra                  | Motocicletta     | Giri | Tempo     | Griglia | Punti |
| ---- | -- | ------------------------ | ------------------------ | ---------------- | ---- | --------- | ------- | ----- |
| 1º   | 31 | Karl Muggeridge          | Ten Kate Honda           | Honda CBR 600RR  | 22   | 38'34.820 | 4º      | 25    |
| 2º   | 23 | Broc Parkes              | Ten Kate Honda           | Honda CBR 600RR  | 22   | +0.422    | 1º      | 20    |
| 3º   | 16 | Sébastien Charpentier    | Klaffi Honda             | Honda CBR 600RR  | 22   | +0.808    | 3º      | 16    |
| 4º   | 57 | Lorenzo Lanzi            | Ducati Breil             | Ducati 749 R     | 22   | +13.093   | 9º      | 13    |
| 5º   | 4  | Jurgen van den Goorbergh | Yamaha Italia            | Yamaha YZF R6    | 22   | +16.847   | 6º      | 11    |
| 6º   | 88 | Andrew Pitt              | Yamaha Italia            | Yamaha YZF R6    | 22   | +17.749   | 7º      | 10    |
| 7º   | 33 | Craig Coxhell            | Yamaha Motor Deutschland | Yamaha YZF R6    | 22   | +24.580   | 19º     | 9     |
| 8º   | 76 | Max Neukirchner          | Klaffi Honda             | Honda CBR 600RR  | 22   | +27.377   | 12º     | 8     |
| 9º   | 24 | Matthieu Lagrive         | Moto 1                   | Suzuki GSX-R 600 | 22   | +43.209   | 11º     | 7     |
| 10º  | 15 | Matteo Baiocco           | Lorenzini by Leoni       | Yamaha YZF R6    | 22   | +46.506   | 10º     | 6     |
| 11º  | 55 | Massimo Roccoli          | Lorenzini by Leoni       | Yamaha YZF R6    | 22   | +46.687   | 20º     | 5     |
| 12º  | 46 | Barry Veneman            | Suzuki Nederland         | Suzuki GSX-R 600 | 22   | +46.994   | 17º     | 4     |
| 13º  | 93 | Christian Kellner        | Yamaha Motor Deutschland | Yamaha YZF R6    | 22   | +1'04.005 | 23º     | 3     |
| 14º  | 69 | Jimmy Lindstrom          | Klaffi Honda             | Honda CBR 600RR  | 22   | +1'07.449 | 27º     | 2     |
| 15º  | 82 | Philippe Donischal       | Moto 1                   | Suzuki GSX-R 600 | 22   | +1'10.326 | 30º     | 1     |
| 16º  | 64 | Jarno Janssen            | Suzuki Nederland         | Suzuki GSX-R 600 | 22   | +1'26.461 | 28º     |       |
| 17º  | 80 | Yann Lussiana            | Aspi Lussiana            | Yamaha YZF R6    | 22   | +1'27.339 | 25º     |       |
| 18º  | 26 | Roberto Pandilla         | Kawasaki Pro Racing      | Kawasaki ZX6 RR  | 22   | +1'27.865 | 29º     |       |
| 19º  | 85 | Tage Solberg             | Solberg Racing           | Yamaha YZF R6    | 22   | +1'29.626 | 26º     |       |

#### Ritirati
| Nº  | Pilota              | Squadra                     | Motocicletta     | Giri | Griglia |
| --- | ------------------- | --------------------------- | ---------------- | ---- | ------- |
| 99  | Fabien Foret        | Yamaha Italia               | Yamaha YZF R6    | 21   | 8º      |
| 45  | Sébastien Le Grelle | LeGrelle Dholda Moto P.     | Honda CBR 600RR  | 21   | 22º     |
| 84  | Michel Fabrizio     | Italia Megabike             | Honda CBR 600RR  | 14   | 2º      |
| 91  | Iván Silva          | IRT Honda Israel            | Honda CBR 600RR  | 12   | 14º     |
| 37  | Katsuaki Fujiwara   | Suzuki Alstare Corona Extra | Suzuki GSX-R 600 | 10   | 13º     |
| 2   | Stéphane Chambon    | Suzuki Alstare Corona Extra | Suzuki GSX-R 600 | 9    | 16º     |
| 19  | Walter Tortoroglio  | Kawasaki Bertocchi          | Kawasaki ZX6 RR  | 9    | 18º     |
| 61  | Hervé Gantner       | Klaffi Honda                | Honda CBR 600RR  | 8    | 31º     |
| 132 | Yoann Tiberio       | Yamaha France               | Yamaha YZF R6    | 4    | 21º     |
| 18  | Denis Sacchetti     | Italia Megabike             | Honda CBR 600RR  | 2    | 15º     |
| 11  | Kevin Curtain       | Yamaha Motor Deutschland    | Yamaha YZF R6    | 0    | 5º      |

### Superstock

#### Arrivati al traguardo
| Pos. | Nº | Pilota                | Squadra                     | Motocicletta      | Giri | Tempo     | Griglia | Punti |
| ---- | -- | --------------------- | --------------------------- | ----------------- | ---- | --------- | ------- | ----- |
| 1º   | 4  | Lorenzo Alfonsi       | Italia Lorenzini by Leoni   | Yamaha YZF R1     | 12   | 21'04.287 | 1º      | 25    |
| 2º   | 69 | Didier Van Keymeulen  | Yamaha Motor Germany        | Yamaha YZF R1     | 12   | +0.400    | 3º      | 20    |
| 3º   | 54 | Kenan Sofuoğlu        | Yamaha Motor Germany        | Yamaha YZF R1     | 12   | +1.319    | 2º      | 16    |
| 4º   | 14 | John Laverty          | EMS Racing                  | Yamaha YZF R1     | 12   | +2.307    | 6º      | 13    |
| 5º   | 31 | Vittorio Iannuzzo     | Suzuki Alstare Corona Extra | Suzuki GSX-R 1000 | 12   | +14.372   | 9º      | 11    |
| 6º   | 57 | Ilario Dionisi        | Celani - Suzuki Italia      | Suzuki GSX-R 1000 | 12   | +14.463   | 5º      | 10    |
| 7º   | 9  | Luca Scassa           | Ormeni Racing               | Kawasaki ZX10     | 12   | +17.562   | 17º     | 9     |
| 8º   | 58 | Tomas Miksovsky       | Intermoto Czech Republic    | Honda CBR 1000RR  | 12   | +18.650   | 11º     | 8     |
| 9º   | 34 | José Hurtado          | MIR Racing                  | Suzuki GSX-R 1000 | 12   | +20.562   | 19º     | 7     |
| 10º  | 44 | Alessandro Brannetti  | FbC Racing - Spamoto        | Aprilia RSV 1000  | 12   | +21.309   | 13º     | 6     |
| 11º  | 7  | Fabrizio De Noni      | MNR Racing                  | Suzuki GSX-R 1000 | 12   | +21.789   | 12º     | 5     |
| 12º  | 53 | Alessandro Polita     | Rox Racing                  | Ducati 999S       | 12   | +23.090   | 20º     | 4     |
| 13º  | 83 | David Fouloi          | Association Plein Gaz       | Suzuki GSX-R 1000 | 12   | +23.567   | 15º     | 3     |
| 14º  | 61 | Richard Cooper        | Akuna Racing                | Honda CBR 1000RR  | 12   | +26.675   | 18º     | 2     |
| 15º  | 37 | William De Angelis    | Rox Racing                  | Ducati 999S       | 12   | +28.669   | 21º     | 1     |
| 16º  | 95 | Jerome Tangre         | Yohann Moto Sport           | Suzuki GSX-R 1000 | 12   | +37.374   | 23º     |       |
| 17º  | 16 | Enrique Rocamora      | MNR Racing                  | Suzuki GSX-R 1000 | 12   | +40.758   | 10º     |       |
| 18º  | 28 | Sepp Vermonden        | Sepp Racing - Dirk Van Mol  | Suzuki GSX-R 1000 | 12   | +40.988   | 24º     |       |
| 19º  | 59 | Niccolò Canepa        | Kawasaki Bertocchi          | Kawasaki ZX10     | 12   | +41.468   | 16º     |       |
| 20º  | 29 | Benjie Cockerill      | Beowulf World               | Suzuki GSX-R 1000 | 12   | +41.837   | 26º     |       |
| 21º  | 78 | Robert De Vries       | CRT Yamaha                  | Yamaha YZF R1     | 12   | +54.521   | 25º     |       |
| 22º  | 77 | Nicolas Saelens       | MCT-Sitra                   | Ducati 999S       | 12   | +59.344   | 28º     |       |
| 23º  | 75 | Ghisbert van Ginhoven | MCT-Sitra                   | Ducati 999S       | 12   | +59.530   | 27º     |       |
| 24º  | 22 | Leroy Verboven        | Herman Verboven Racing      | Suzuki GSX-R 1000 | 12   | +1'01.748 | 30º     |       |
| 25º  | 26 | Tom van Looy          | Herman Verboven Racing      | Suzuki GSX-R 1000 | 12   | +1'01.977 | 31º     |       |
| 26º  | 94 | Yaron Salinger        | IRT Honda Israel            | Honda CBR 1000RR  | 12   | +1'19.474 | 32º     |       |

#### Ritirati
| Nº | Pilota             | Squadra                     | Motocicletta      | Giri | Griglia |
| -- | ------------------ | --------------------------- | ----------------- | ---- | ------- |
| 60 | Barry Burrell      | Akuna Racing                | Honda CBR 1000RR  | 10   | 29º     |
| 99 | José Lombardo      | MIR Racing                  | Suzuki GSX-R 1000 | 9    | 22º     |
| 21 | Alex Martinez      | Intermoto Czech Republic    | Kawasaki ZX10     | 2    | 14º     |
| 86 | Ayrton Badovini    | EVR Corse Biassono R.T.     | Ducati 999S       | 1    | 7º      |
| 5  | Riccardo Chiarello | Suzuki Alstare Corona Extra | Suzuki GSX-R 1000 | 1    | 8º      |
| 48 | Grégory Fastré     | Zone Rouge                  | Yamaha YZF R1     | 1    | 4º      |